# Cassida bergeali
Cassida bergeali es un coleóptero de la familia Chrysomelidae.
Fue descrita científicamente por primera vez en 1995 por Bordy.